# Viertand-koekoekspinnendoder
De viertand-koekoekspinnendoder (Evagetes proximus) is een vliesvleugelig insect uit de familie van de spinnendoders (Pompilidae). De wetenschappelijke naam van de soort is voor het eerst geldig gepubliceerd in 1843 door Dahlbom.